# عسل‌خوار پرزرد
عسل خوار پر زرد (Ptilotula ornata) گونه ای از پرندگان از خانواده عسل‌خوار است. این پرنده بومی استرالیا است.
زیستگاه طبیعی آن جنگل های معتدل و پوشش گیاهی بوته ای مدیترانه ای است.
عسل‌خوار پر زرد قبلاً در جنس لیکنوستوموس قرار داده شده بود، اما پس از آنالیز فیلوژنتیک مولکولی ، که در سال ۲۰۱۱ منتشر شد، نشان داد که جنس اصلی پلی‌فیلتیک است، به پتیلوتولا منتقل شد.